# Natalija Pryščepová
Natalija Krolová, rozená Pryščepová (ukrajinsky Наталія Олександрівна Прище́па; * 11. září 1994) je ukrajinská atletka, běžkyně, mistryně Evropy v běhu na 800 metrů z roku 2016 a 2018.

## Sportovní kariéra
V roce 2013 zvítězila v běhu na 1500 metrů na juniorském mistrovství Evropy v Rieti. Při startu na evropském šampionátu v Curychu o rok později doběhla desátá ve finále běhu na 1500 metrů. Na mistrovství Evropy v Amsterdamu v roce 2016 zvítězila v běhu na 800 metrů. Titul evropské šampionky na této trati obhájila v Berlíně o dva roky později.

## Osobní rekordy
- 800 metrů – 2:00,20 (2016)
- 1500 metrů – 4:06,29 (2015)